# ラーフル・ドラキア
ラーフル・ドラキア（Rahul Dholakia）は、インドの映画監督、映画プロデューサー、脚本家。『Parzania』で国家映画賞 監督賞を受賞している。

## 生い立ち
両親のは広告代理店を経営するラークシャーとパリー・ドラキアの息子としてムンバイで生まれた。同地のカンピオン・スクール、ジャンナバーイー・ナールシー・スクールで教育を受けた後、セント・ザバーズ大学に進学して理学学士号を取得した。

## キャリア
大学在学中に父の経営する広告代理店モーラ・アヴァに就職し、チャンネル4のプロデューサーのバブラ・センの製作アシスタントとして10本のドキュメンタリー番組の製作に関わった後、同曲のプロデューサーに就任した。その後はムンバイのエヴェレスト広告に就職し、プロデューサーに就任した。
1990年にニューヨークに移住してニューヨーク工科大学に進学し、映画製作の学位を取得した。これ以降はインドとカリフォルニア州コロナを拠点に活動するようになった。主にドキュメンタリー番組やコマーシャルの製作を手掛け、一時期はテレビ・アジアというテレビ局を経営した。2002年にパレーシュ・ラーワル、ジミー・シェールギルを起用した『Kehtaa Hai Dil Baar Baar』を監督し、長編映画デビューを果たした。2007年には2002年グジャラート州暴動の中で発生したガルバーグ・ソサエティーの虐殺の犠牲となった10歳の少年アザル・モディの実話を描いた『Parzania』を製作し、国家映画賞 監督賞を受賞している。2010年にはサンジャイ・ダット、ビパシャ・バスーを起用してカシミール過激派を題材とした『Lamhaa』を製作し、2017年にはシャー・ルク・カーンを起用してアブドゥル・ラティフを題材とした『ライース』を製作している。

## フィルモグラフィー
| 年   | 作品                     | 監督 | 製作 | 脚本 | 備考                                                  |
| ---- | ------------------------ | ---- | ---- | ---- | ----------------------------------------------------- |
| 2002 | Kehtaa Hai Dil Baar Baar | Yes  | No   | No   |                                                       |
| 2007 | Parzania                 | Yes  | Yes  | Yes  | 国家映画賞 監督賞受賞。                               |
| 2008 | Mumbai Cutting           | Yes  | No   | Yes  | アンソロジー映画。「Bombay Mumbai Same Shit」を監督。 |
| 2010 | Lamhaa                   | Yes  | No   | Yes  |                                                       |
| 2017 | ライース                 | Yes  | No   | Yes  |                                                       |

## 賞歴
| 年   | 作品     | 映画賞                       | 部門                             | 結果       | 出典   |
| ---- | -------- | ---------------------------- | -------------------------------- | ---------- | ------ |
| 2007 | Parzania | 第53回国家映画賞             | 監督賞                           | 受賞       | [ 9 ]  |
| 2008 | Parzania | 第53回フィルムフェア賞       | 原案賞                           | ノミネート | [ 10 ] |
| 2008 | Parzania | 第53回フィルムフェア賞       | 脚本賞                           | ノミネート | [ 10 ] |
| 2008 | Parzania | スター・スクリーン・アワード | ラームナート・ゴーエンカー記念賞 | 受賞       | [ 11 ] |